# Mondovì

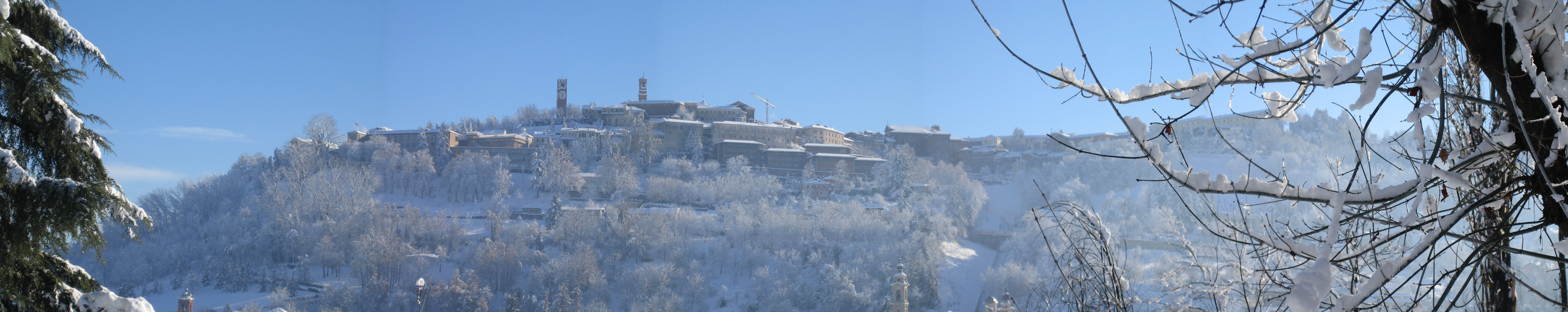

Mondovì este o comună în provincia Cuneo, în Piemont (Italia).
Primarul actual este Adriano Paolo, iar episcopul diecezei Lodi este Egidio Miragoli.

## Demografie
Mondovì - evoluția demografică

|  | Graficele sunt indisponibile din cauza unor probleme tehnice. Mai multe informații se găsesc la Phabricator și la wiki-ul MediaWiki. |

Date: Recensăminte sau birourile de statistică - grafică realizată de Wikipedia

1. ↑  Superficie di Comuni Province e Regioni italiane al 9 ottobre 2011 (în italiană), Istituto Nazionale di Statistica, accesat în 16 martie 2019